# Bothropolys imaharensis
Bothropolys imaharensis är en mångfotingart som beskrevs av Karl Wilhelm Verhoeff 1937. Bothropolys imaharensis ingår i släktet Bothropolys och familjen stenkrypare.
Artens utbredningsområde är Taiwan. Inga underarter finns listade i Catalogue of Life.